# Karst van der Meulen
Karst van der Meulen (* 1949 in Sneek, Friesland) ist ein niederländischer Filmschaffender.
Er studierte an der Niederländischen Filmakademie von Amsterdam. In der Vergangenheit arbeitete er als Regisseur, Drehbuchautor, Filmeditor und Produzent. Er produzierte als Regisseur viele Jugendfilme und -serien. Seine bekanntesten Jugendserien sind „Thomas en Senior“ (1988), „De Zevensprong“ (1981), auch bekannt als „Das Geheimnis des siebten Weges“. Seine Produktionen und Drehbücher wurden mehrfach ausgezeichnet. Er arbeitete als Trainee für die Children’s Film Foundation in London und war für die Barrandov Studios in Prag tätig. Karst van der Meulen ist mit Lenie ’t Hart  (* 16. Oktober 1941) verheiratet. Seine Frau war bis 2014 Direktorin einer Seehundschutz-Einrichtung mit Sitz in den Niederlanden. Seit seiner Heirat ist er vor allem für die Public Relation zuständig. Außerdem produzierte er die Dokumentation „It’s a beautiful day“ über die Arbeit seiner Frau.